# Volker Scheid
Volker Scheid (* 1959) ist ein deutscher Sportwissenschaftler und Hochschullehrer.

## Leben
Scheid absolvierte an der Johann-Wolfgang-Goethe-Universität Frankfurt am Main ein Lehramtsstudium in den Fächern Sport, Deutsch und Erziehungswissenschaften. Von 1984 bis 1989 war er am Institut für Sportwissenschaften der Frankfurter Hochschule als Wissenschaftlicher Mitarbeiter tätig und legte in dieser Zeit, nämlich 1988, seine Doktorarbeit mit dem Titel „Motorische Entwicklung in der Kindheit“ vor.
In der Zeit von 1989 bis 1994 war Scheid am Institut für Sportwissenschaft der Julius-Maximilians-Universität Würzburg als Akademischer Rat beschäftigt, dort schloss er 1994 seine Habilitation (Thema: „Integration durch Sport“) ab. 1994 trat er an der Albert-Ludwigs-Universität Freiburg eine Professur für Sportwissenschaft an und leitete den Arbeitsbereich Sportpädagogik, Sportsoziologie und Sportgeschichte. 1999 verließ Scheid Freiburg in Richtung der Universität Kassel, wo er eine Professorenstelle für Sportwissenschaft mit dem Schwerpunkt Sportpädagogik übernahm und Leiter des Arbeitsbereiches „Erziehung und Unterricht“ am Institut für Sport und Sportwissenschaft wurde. Von 2001 bis 2004 war Scheid an der Uni Kassel Studiendekan beziehungsweise Dekan des Fachbereichs Psychologie, Sportwissenschaft und Musik.
Scheid gehörte von 1999 bis 2002 dem Schulsportausschuss des Deutschen Sportbundes und zwischen 1992 und 1996 dem Schulausschuss des Bayerischen Landes-Sportverbandes an. Von 2009 bis 2013 war er Vorstandsmitglied der Deutschen Vereinigung für Sportwissenschaft.
Im Mittelpunkt seiner wissenschaftlichen Arbeit stehen die Themenbereiche Sport in Schule, Kindergarten und Verein, Bewegungserziehung, Integrations- und Behindertensport. Er ist gemeinsam mit Robert Prohl Herausgeber der Lehrbuchreihe „Kursbuch Sport“, die in den Bänden Bewegungslehre, Trainingslehre, Sportbiologie sowie Sport und Gesellschaft erschienen ist.